# شمخا بنت أنوش
شمخا بنت أنوش هي أم نبي الله نوح عليه السلام ، وكانت امرأة مؤمنة قال عطاء بن أبي رباح : لم يكن بين نوح وآدم عليه السلام من آبائه كافر وكان بينه وبين آدم عشرة آباء، وقال عبد الله بن عباس : لم يكن لنوح أب كافر ما بينه وبين آدم عليهما السلام واسم والد نوح لامك بن متوشلخ وأمه شمخا بنت أنوش.

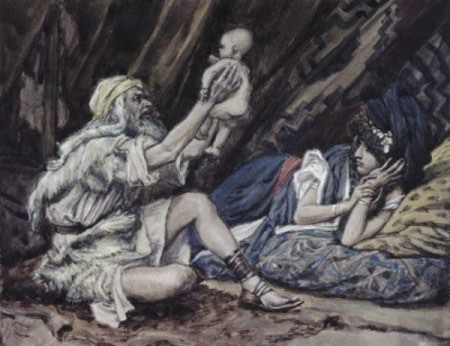
لامك وشمخا معهم نوح عليه السلام

## نسبها
هي شمخا بنت أنوش بن شيث وأزورا بن أدم وحواء